# Metalium
Metalium foi uma banda de power metal de Hamburgo, Alemanha.Seu estilo musical deriva do tradicional som do power metal, que foi pioneiro em Hamburgo a partir de bandas como Helloween e Blind Guardian.
A banda lançou seu primeiro álbum, Millennium Metal: Chapter One em 1999. A formação original incluía Chris Caffery do Savatage e Mike Terrana do Yngwie Malmsteen.
Em 2000 a banda lançou o álbum State of Triumph: Chapter Two, seguido por Hero Nation: Chapter Three, em 2002, As One: Chapter Four em 2004,Demons of Insanity: Chapter Five em 2005, Nothing to Undo: Chapter Six em 2007, Incubus: Chapter Seven, em 2008, e seu lançamento mais recente, Grounded: Chapter Eigth, em 2009.

## Integrantes

### Última formação
- Tolo Grimalt - Guitarra
- Henning Basse - Vocais
- Matthias Lange - Guitarra
- Lars Ratz - Baixo
- Michael Ehré - Bateria

### Membros antigos
- Chris Caffery- Guitarra
- Jack Frost - Guitarra
- Mike Terrana - Bateria
- Mark Cross - Bateria

## Discografia
- Millennium Metal: Chapter I (1999)
- State of Triumph: Chapter II (2000)
- Hero Nation: Chapter III (2002)
- As One: Chapter IV (2004)
- Demons of Insanity: Chapter V (2005)
- Nothing to Undo: Chapter VI (2007)
- Incubus: Chapter VII (2008)
- Grounded: Chapter VIII (2009)

## DVD/Vídeo
Em 2001 a banda Metalium lançou um DVD/Vídeo intitulado Metalian Attack, que incluia um CD com 7 faixas ao vivo, composto por músicas como "Circle of Fate", "Fight", "Years of Draion", "Metalium", "Prophecy", "Free Forever", e a faixa bônus "Dust in the Wind". Em 2006 lançaram seu segundo DVD, intitulado Metalian Attack pt.2, que contém quatro horas de conteúdo, incluindo um show, entrevistas com os membros da banda, galeria de fotos, slides mostrando a evolução da banda e muito mais.